# Алієв Муса Мірзойович
Муса Мірзойович (Мірза огли) Алієв (11 квітня 1908, місто Шемаха Бакинської губернії, тепер Азербайджан — 3 травня 1985, місто Москва, тепер Російська Федерація) — азербайджанський і радянський вчений, геолог, президент Академії наук Азербайджанської РСР, 3-й секретар ЦК КП(б) Азербайджану, заступник голови Ради міністрів Азербайджанської РСР, голова Держплану Азербайджанської РСР. Депутат Верховної ради Азербайджанської РСР 2—3-го скликань. Депутат Верховної Ради СРСР 2—4-го скликань (у 1949—1958 роках). Доктор геолого-мінералогічних наук (1957), професор (1957), академік Академії наук Азербайджанської РСР (1950).

## Життєпис
Закінчив з відзнакою середню школу. У 1926—1931 роках — студент гірничого (геолого-розвідувального) факультету Азербайджанського політехнічного інституту імені Азізбекова.
У 1931 році з відзнакою закінчив інститут, був зарахований до аспірантури, потім призначений на посаду асистента і в 1936 році захистив кандидатську дисертацію. З 1936 року — доцент Азербайджанського індустріального інституту імені Азізбекова.
У 1937—1938 роках працював начальником геологічного бюро Азербайджанського відділу Закавказького геологічного тресту, в 1938—1939 роках — заступником начальника і головним інженером Азербайджанського геологічного управління. Одночасно, декан нафтового факультету Азербайджанського індустріального інституту імені Азізбекова та завідувач кафедри геології Азербайджанської промислової академії. У 1939 році — заступник директора Азербайджанського індустріального інституту імені Азізбекова із науково-навчальної роботи.
У 1939—1941 роках — директор Азербайджанського індустріального інституту імені Азізбекова в місті Баку.
Член ВКП(б) з 1941 року.
У травні 1941—1942 роках — начальник Головного управління навчальних закладів Народного комісаріату нафтової промисловості СРСР. Одночасно, доцент кафедри палеонтології та історичної геології Московського нафтового інституту. Під час німецько-радянської війни організував евакуацію Московського і Грозненського нафтових інститутів з метою продовження підготовки інженерно-технічних кадрів для промисловості країни.
У 1942—1943 роках — в апараті ЦК КП(б) Азербайджану.
У 1943—1944 роках — начальник Азербайджанського геологічного управління.
У 1944—1946 роках — завідувач відділу вищих навчальних закладів і шкіл ЦК КП(б) Азербайджану.
У 1946—1947 роках — 3-й секретар ЦК КП(б) Азербайджану.
У 1947—1950 роках — заступник голови Ради міністрів Азербайджанської РСР і голова Державної планової комісії (Держплану) Азербайджанської РСР.
У 1950—1958 роках — президент Академії наук Азербайджанської РСР.
З 1958 року — заступник директора з наукової роботи Інституту геології та розвідки горючих корисних копалин Академії наук СРСР і Міністерства нафтової промисловості СРСР у Москві. У 1967 році Муса Алієв був направлений до Алжиру, де керував великим нафтовим контрактом, підписаним з цією країною до 1971 року, зумів відкрити багаті поклади нафти і газу в Алжирі.
У 1971—1985 роках — керівник відділу палеонтології та стратиграфії, керівник лабораторії стратиграфічних досліджень у нафтогазових місцевостях Інституту геології та розвідки горючих корисних копалин Академії наук СРСР.
Відомий фахівець у галузі іносерамської фауни крейди, систематики та біостиграфії, вів стратиграфічні дослідження нафтогазових комплексів на Кавказі, у Середній Азії, Західному Сибіру, також займався регіональною геологією та нафтоносністю Алжирської Сахари та Атласу, Близького та Середнього Сходу. Творець Бакинської школи палеонтології та стратиграфії з мезозою.
Був ініціатором запуску у виробництво проекту освоєння нафтового каміння. Автор 210 наукових праць, у тому числі 15 монографій; науковий керівник багатьох докторів і кандидатів наук.
Помер 3 травня 1985 року в Москві. Похований в Баку на 1-й Алеї Пошани.

## Нагороди
- орден Леніна
- два ордени Трудового Червоного Прапора
- орден «Знак Пошани»
- медаль «За оборону Кавказу»
- медаль «За доблесну працю у Великій Вітчизняній війні 1941—1945 рр.»
- медаль «За трудову доблесть»
- медалі